# Ceratrichia
Ceratrichia is een geslacht van vlinders van de familie dikkopjes (Hesperiidae).

## Soorten
- C. argyrosticta Plötz, 1879
- C. aurea Druce, 1910
- C. brunnea Bethune-Baker, 1906
- C. crowleyi Riley, 1925
- C. flandria Evans, 1956
- C. flava Hewitson, 1878
- C. hollandi Bethune-Baker, 1908
- C. mabirensis Riley, 1925
- C. maesseni Miller, 1971
- C. nothus (Fabricius, 1787)
- C. phocion (Fabricius, 1781)
- C. punctata Holland, 1896
- C. semilutea Mabille, 1891
- C. weberi Miller, 1964
- C. wollastoni Heron, 1909